# Finzioni
(La biblioteca di Babele)
Finzioni (Ficciones) è una raccolta di racconti di Jorge Luis Borges, scritti tra il 1935 e il 1944.

## Genesi dell'opera

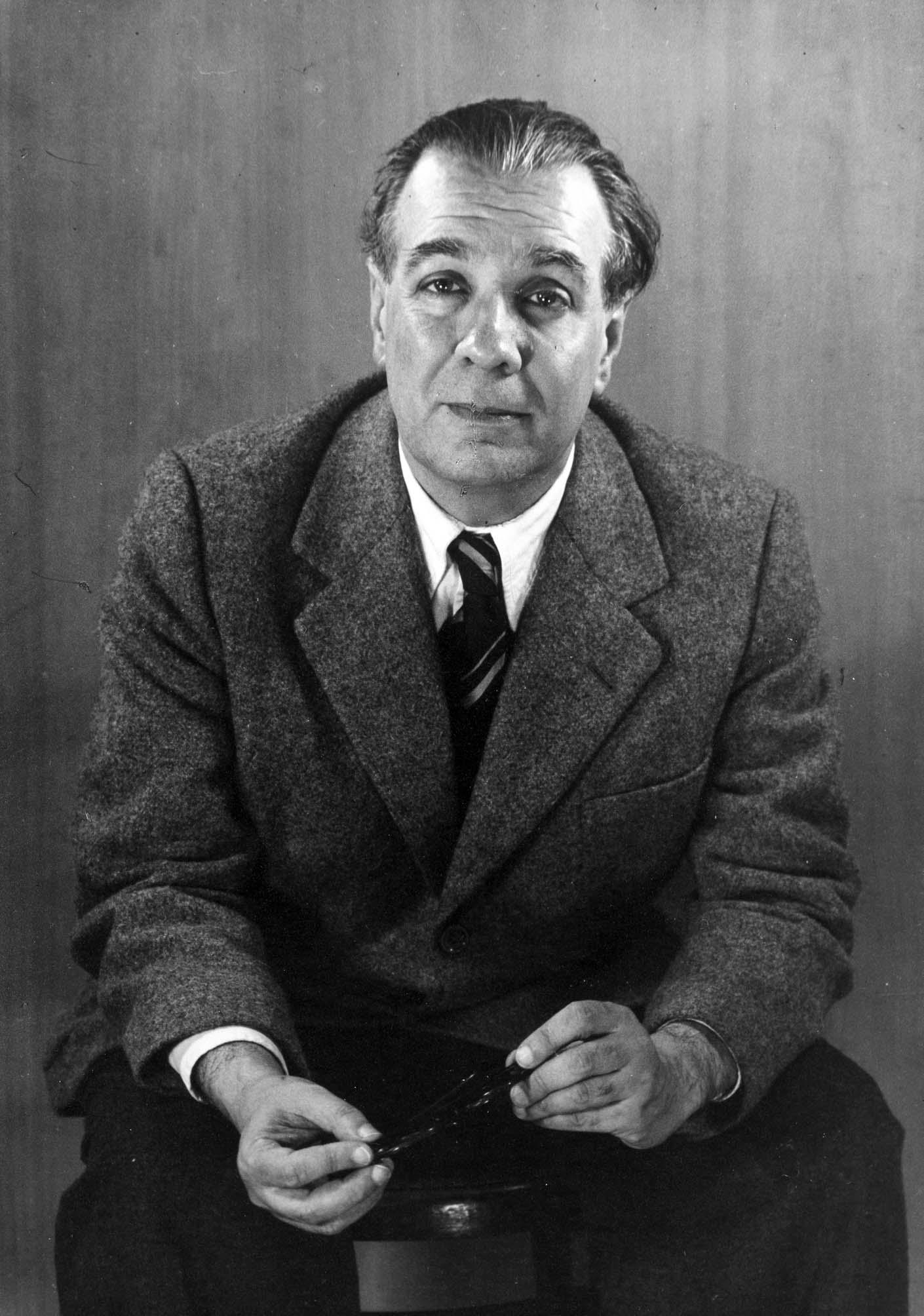
Ritratto di Jorge Luis Borges (1951)

Finzioni è suddivisa in due parti, intitolate rispettivamente Il giardino dei sentieri che si biforcano e Artifici. La prima parte è stata pubblicata a parte nel 1941; Artifici nel 1944. Numerosi racconti erano stati pubblicati singolarmente in precedenza sulla rivista letteraria Sur. Le due parti furono riunite parzialmente nel 1944 dalle edizioni Sur di Buenos Aires e infine nel 1955, nella versione definitiva, a costituire il V volume delle "Obras completas" di Borges pubblicate dell'editore Emecé di Buenos Aires.

### Il giardino dei sentieri che si biforcano
Pubblicata nel 1941 come libro a sé, raccoglie:
- Tlön, Uqbar, Orbis Tertius
- L'accostamento ad Almotasim
- Pierre Menard, autore del Chisciotte
- Le rovine circolari
- La lotteria a Babilonia
- Esame dell'opera di Herbert Quain
- La biblioteca di Babele
- Il giardino dei sentieri che si biforcano

### Artifici
La seconda parte della raccolta venne completata nel 1944; comprende:
- Funes, o della memoria
- La forma della spada
- Tema del traditore e dell'eroe
- La morte e la bussola
- Il miracolo segreto
- Tre versioni di Giuda

Nell'edizione in spagnolo appaiono inoltre
- La fine
- La setta della Fenice
- Il Sud

## Edizioni
- Ficciones (1935-1944), Buenos Aires: SUR, 1944
- Obras completas vol. V; contiene Historia universal de la infamia (1935); Historia de la eternidad (1936) ; Ficciones (1944), Buenos Aires: Emecé editores, 1954
- La biblioteca di Babele; traduzione di Franco Lucentini, Collana I gettoni n.43, Torino: G. Einaudi, 1955.
  - Finzioni: la biblioteca di Babele; traduzione di F. Lucentini, Collana I Coralli n.128, Torino: Einaudi, 1961.
  - Finzioni: la biblioteca di Babele; traduzione di F. Lucentini, con un saggio di Maurice Blanchot, Collana NUE n.84, Torino: Einaudi, 1961.
  - Finzioni : (la biblioteca di Babele), introduzione di Domenico Porzio, con un saggio di Maurice Blanchot, traduzione di F. Lucentini, Collana Oscar n.169, Milano: A. Mondadori, 1974.
- Finzioni, trad. e cura di Antonio Melis, Collana Biblioteca Adelphi n.445, Milano, Adelphi, 2003, ISBN 88-459-1427-5.

Franco Lucentini curò nel 1955 la prima versione in italiano pubblicata da Einaudi col titolo La biblioteca di Babele. Antonio Melis ha preparato una nuova traduzione italiana di Finzioni pubblicata nel 2003..